# Liste des commanderies templières dans les Deux-Sèvres

Blason des Deux-Sèvres

| Cette liste recense toutes les commanderies et maisons de l'ordre du Temple présentes dans les Deux-Sèvres. |

## Commanderies
| Commanderie    | Commune | Observations |
| -------------- | ------- | ------------ |
| Bagnault       | Exoudun | À vérifier   |
| Ensigné        | Ensigné | [ 1 ]        |
| La Crouzilière | Avon    | [ 1 ]        |
| Le Temple      | Mauléon |              |

| Localisation dans les Deux-Sèvres (Liens vers les articles correspondants)                    |
| --------------------------------------------------------------------------------------------- |
| \| Charente Charente-Maritime Maine-et-Loire Vendée Vienne Bagnault Ensigné La Crouzilière \| |
| Charente Charente-Maritime Maine-et-Loire Vendée Vienne Bagnault Ensigné La Crouzilière       |